# Jan Gerritsz van Bronkhorst
Jan Gerritsz van Bronkhorst ou Bronchorst et Bronkhorst (Utrecht, 1603-Amsterdam, 22 décembre 1661) est peintre et graveur hollandais, influencé à ses débuts par l'école du Caravage de Utrecht. Il a réalisé des tableaux historiques à grande échelle, des portraits, des nus et des allégories.

## Biographie
Bronckhorst était le fils de Gerrit Jacobsz van Bronckhorst, un jardinier, et de Feijske Claesdr van Doorn. 
Il a été formé en tant que graveur sur verre par Jan Verburgh en 1614, puis, de 1620 à 1622, à Atrecht et à Paris. De retour à Utrecht en 1622, il devient élève de Cornelis Van Poelenburgh et fréquente l'atelier de Gerard van Honthorst à l'académie de dessin.
En 1626, il épouse Catalijntje van Noort, la fille d'un brasseur de bière. Ils vivaient sur le Rozengracht et ont eu deux fils devenus peintres, Johannes (1627-1656) et Gérard (vers 1636-1673), qui voyagèrent en Italie en 1650.
Il rejoint la guilde de Saint Luc en 1639.
En 1646, alors qu'il vivait au Domkerkhof, ses oeuvres sont devenues progressivement plus classiques, ce qui a fait de lui un peintre de commandes officielles.
En 1647, il s'installe à Amsterdam où il travaille sur de nombreux vitraux. Mais en 1652, on constate qu'il est moins fortuné que beaucoup d'autres peintres. 
Il peint les volets de l'orgue de la Nieuwe Kerk et contribue à la décoration du nouvel hôtel de ville sur le Dam, devenu Palais royal. 
Il a déshérité son fils Johannes en 1655.
Il est mort de maladie en 1661 et enterré dans la Wester Kerk.
Son fils Gérard devint membre du conseil municipal d'Utrecht en 1670, puis sa veuve est décédée en 1677.

## Œuvres

### Vitraux
- 1628 : restauration des fenêtres de l'Onze-Lieve-Vrouw-ter-Zavelkerk à Bruxelles
- 1647 et 1658 : vitraux de la Nieuwe Kerk à Amsterdam

### Gravures
- Gravures d'après des peintures de Van Poelenburgh
- Gravure du siège de Breda, commandée par le Stadholder en 1637

### Peintures
- L'Entremetteuse, 1636-1638, huile sur toile, 90 × 119 cm, Palais Brukenthal, Sibiu, Roumanie
- Joyeuse société avec un violoniste, 1640, 120 × 148 cm, Musée de l'Ermitage, Saint-Petersbourg[1]
- Jeune homme jouant du Théorbe, 1642 - 1645, 98 × 83 cm, Musée Thyssen-Bornemisza, Madrid[2]
- Concerto, 1646, huile sur toile, 115 × 154 cm, Centraal Museum, Utrecht[3]
- Nymphe endormie (v.1645)
- les Trois Grâces

### Galerie

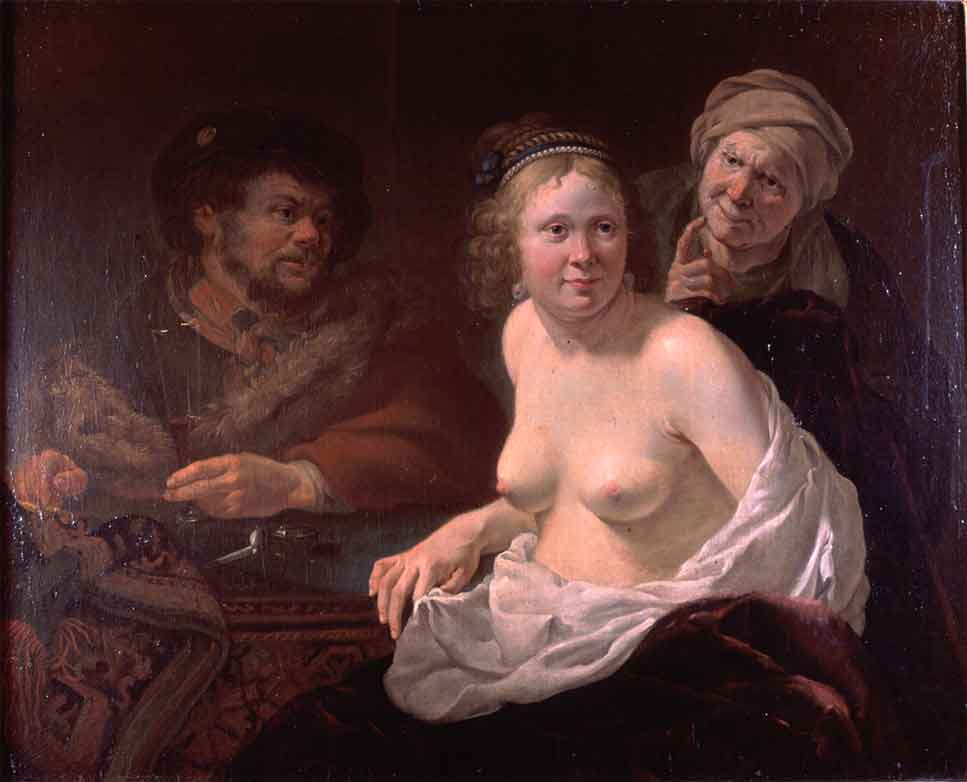
L'Entremetteuse, 1636-38 Sibiu, Roumanie
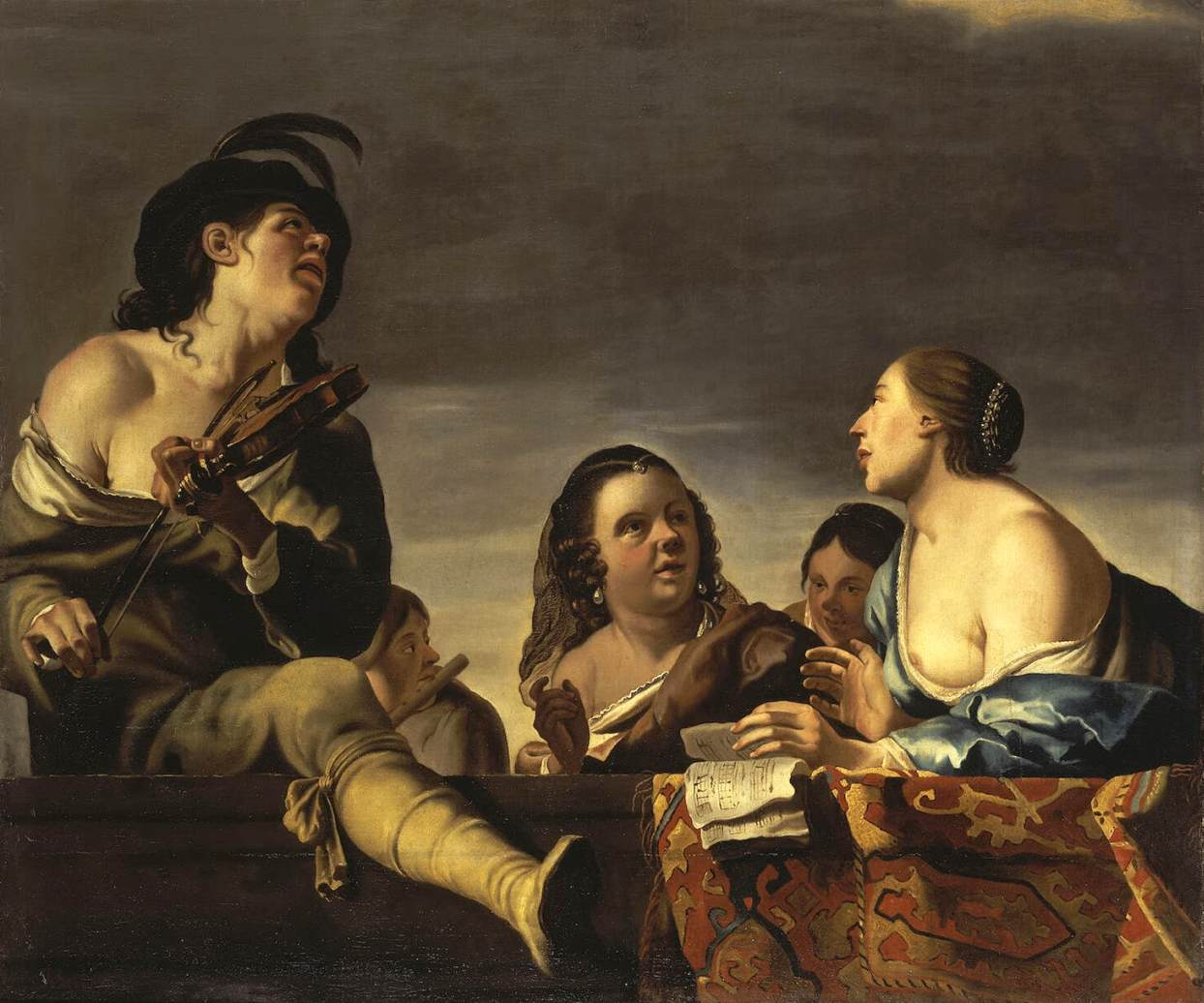
Joyeuse société avec un violoniste, 1640 Musée de l'Ermitage
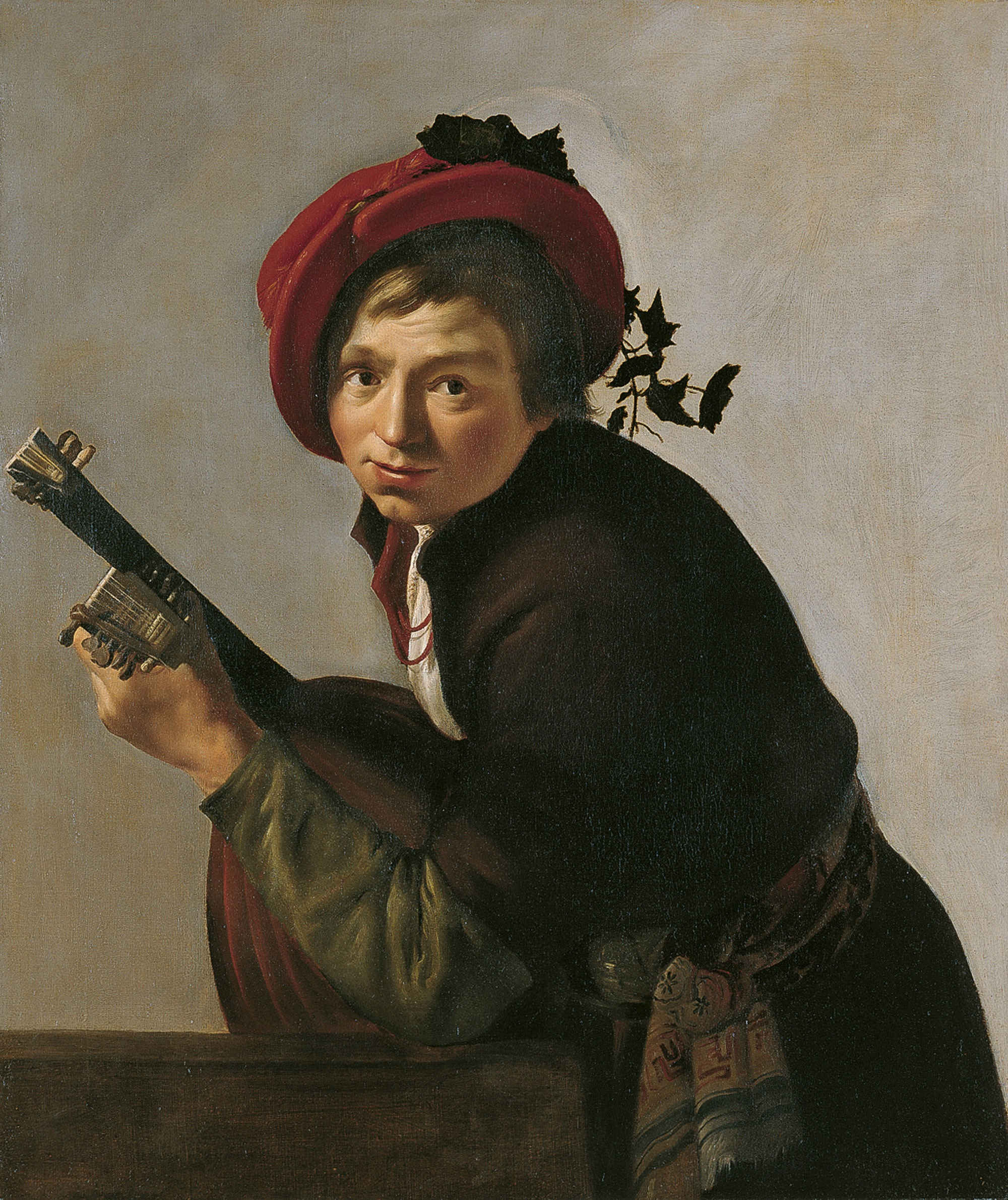
Joueur de luth, 1642-1645 Musée Thyssen-Bornemisza
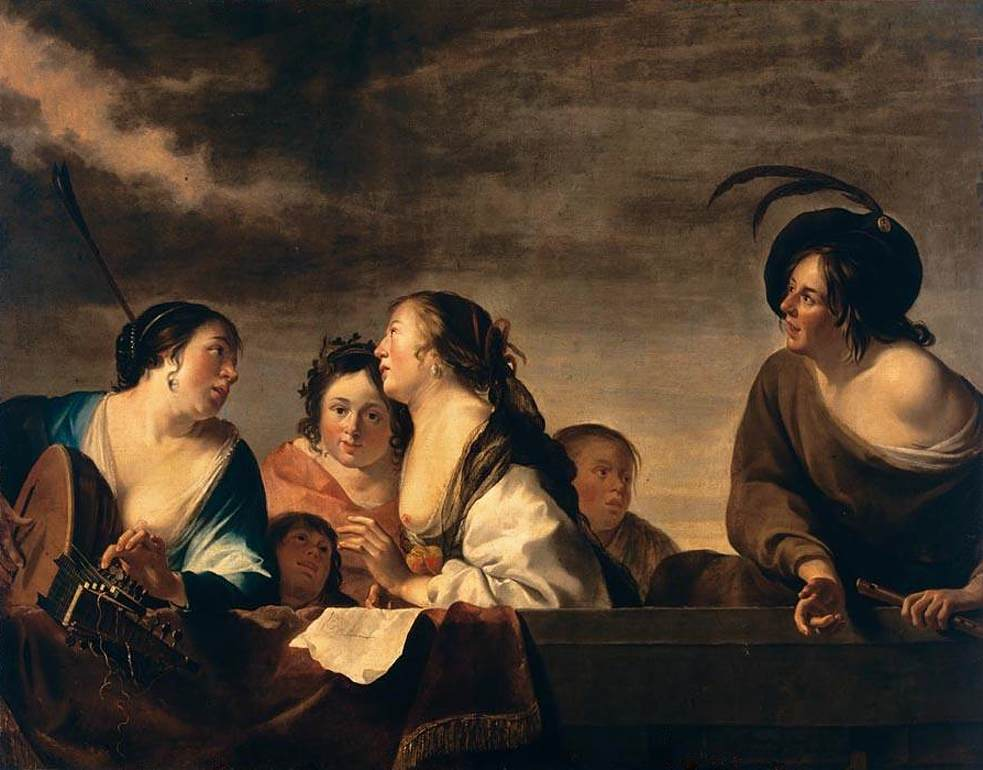
Concerto, 1646 Centraal Museum, Utrecht
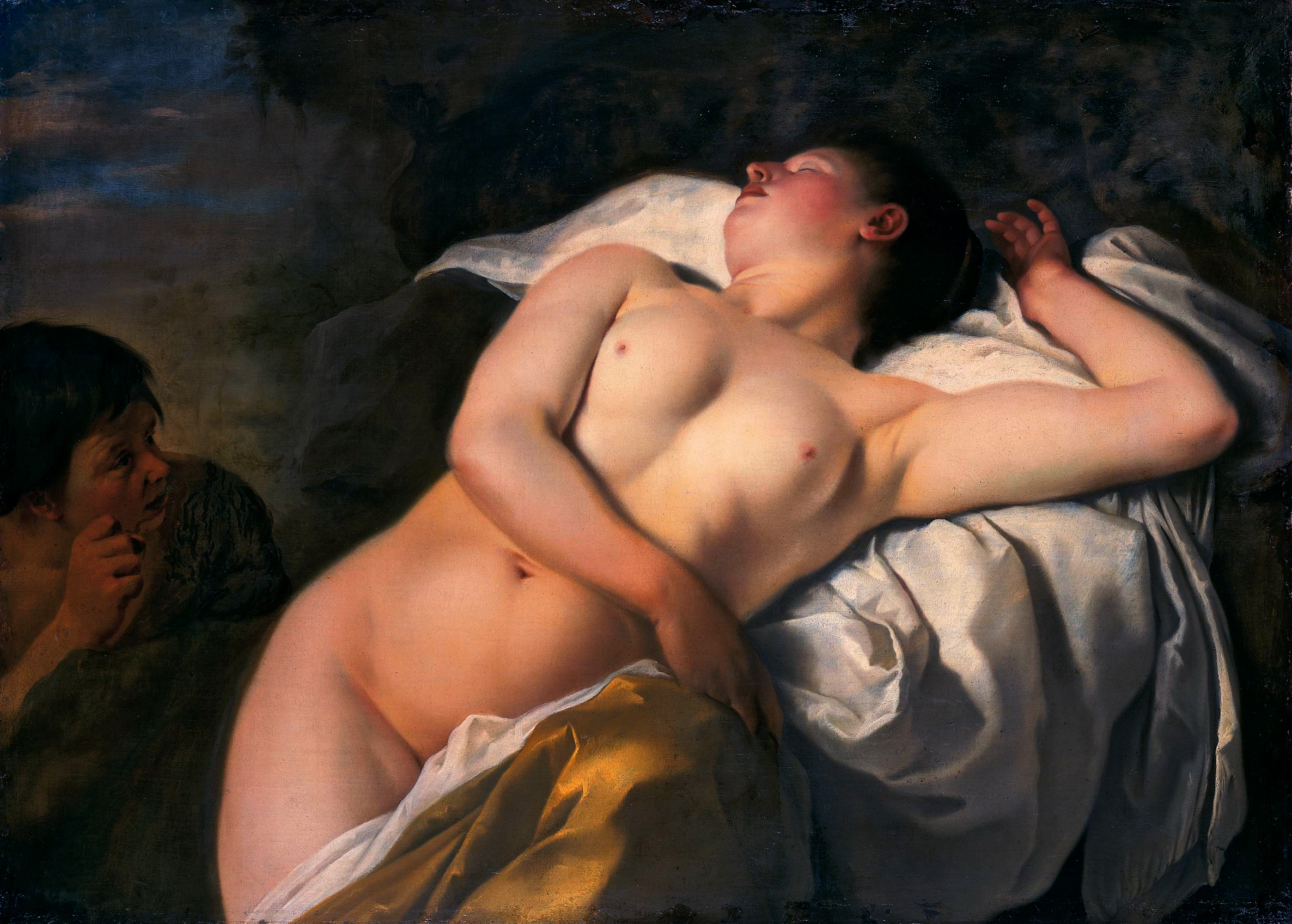
Nymphe endormie, v. 1645
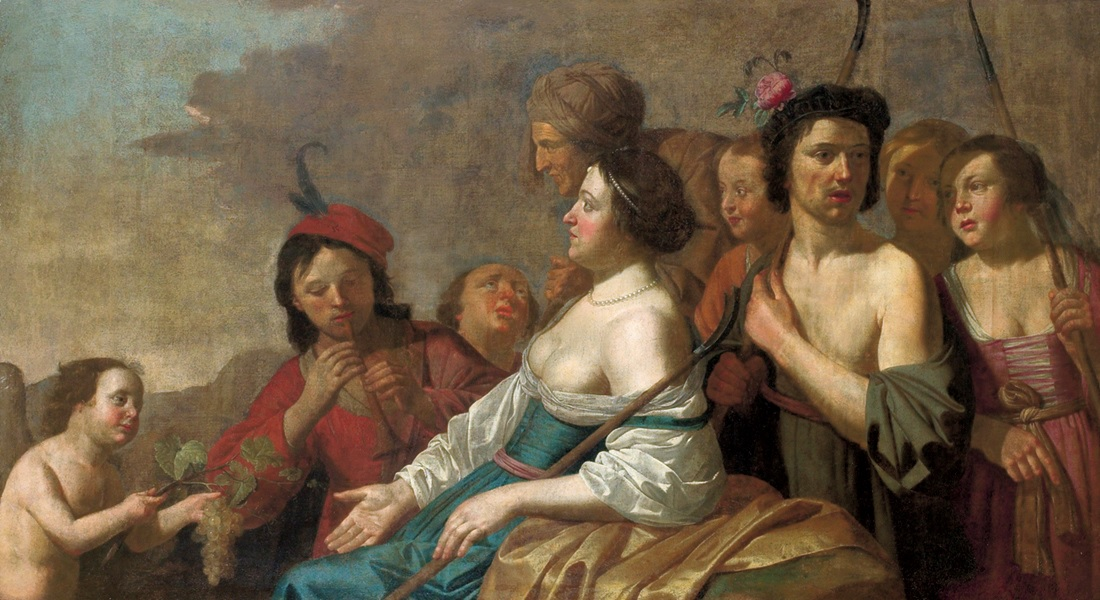
Le festival du vin, vers 1650
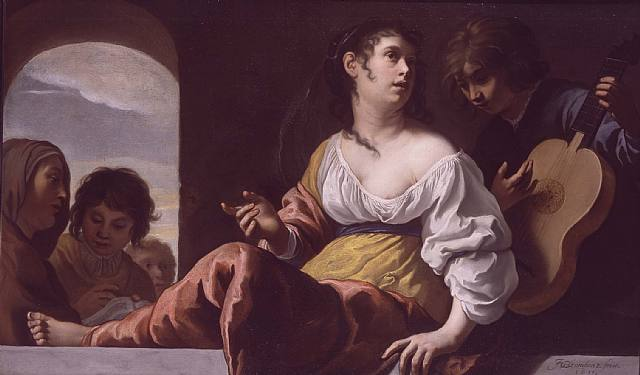
Compagnie musicale sur une balustrade
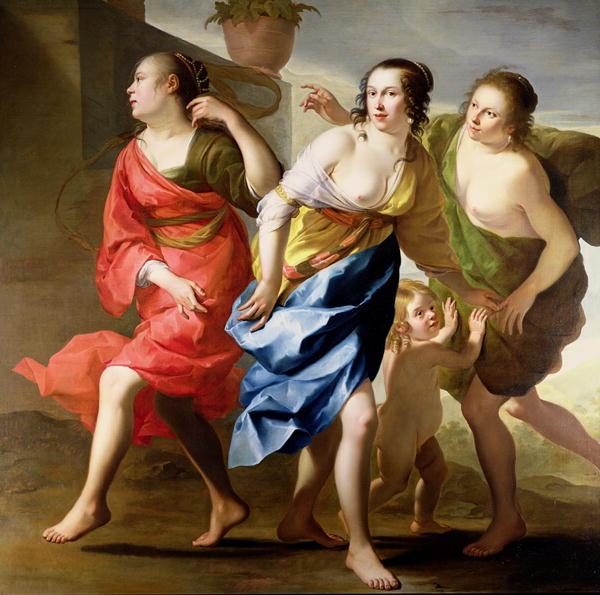
Les Trois Grâces
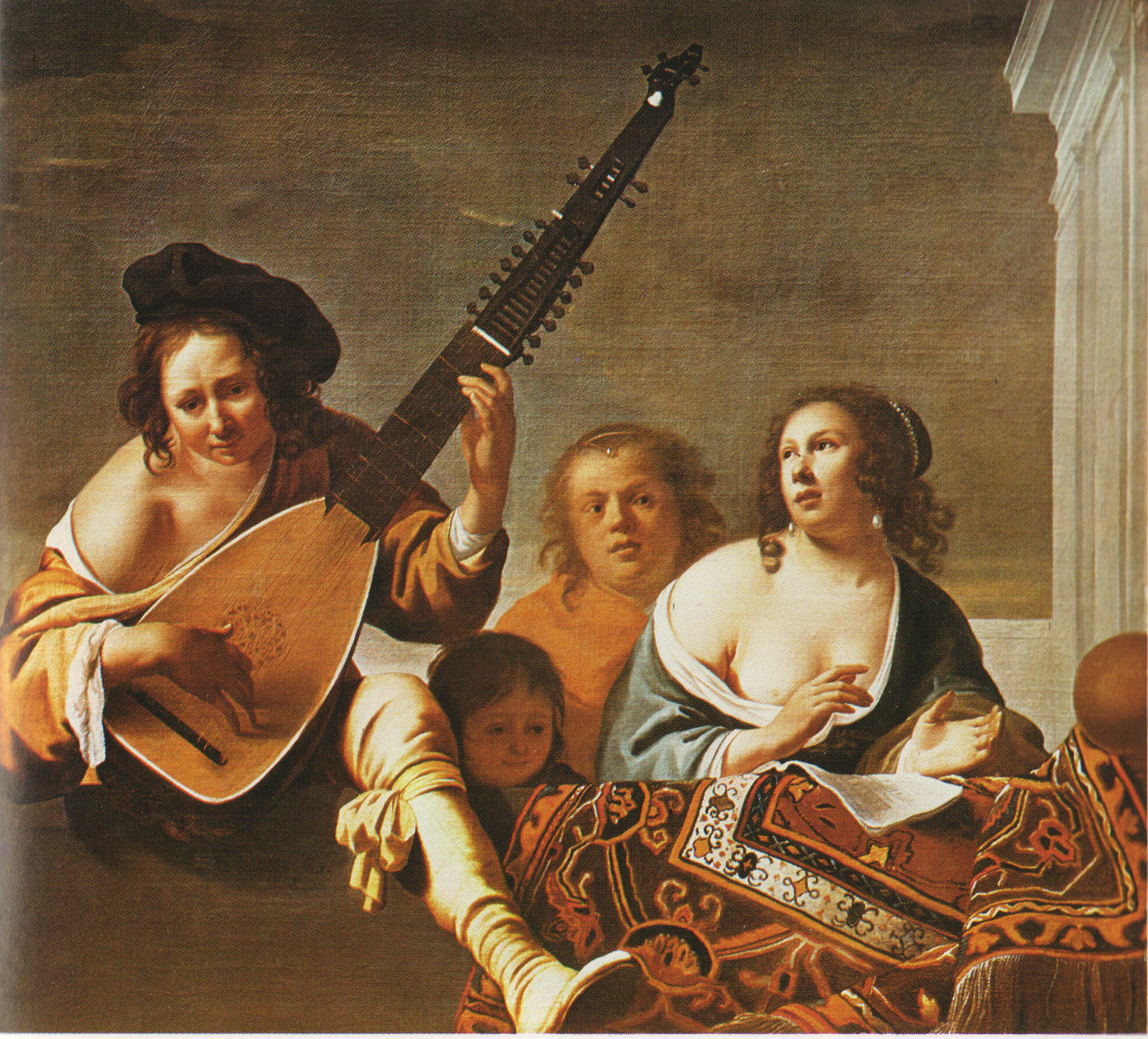
Un concert
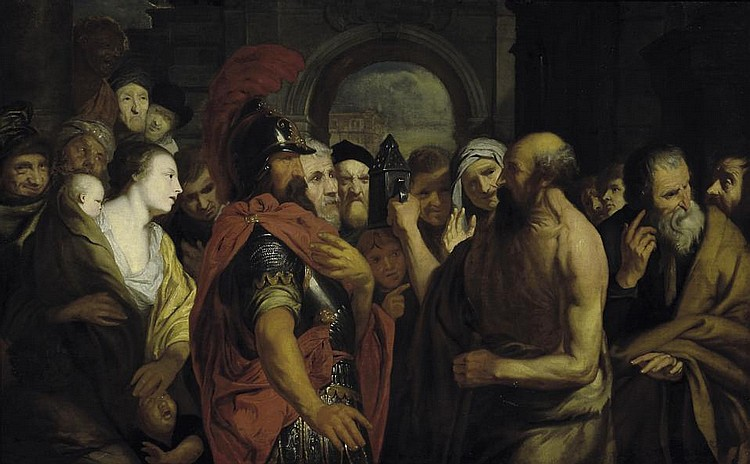
Diogène et Alexandre (parfois attribué)